# Afghani

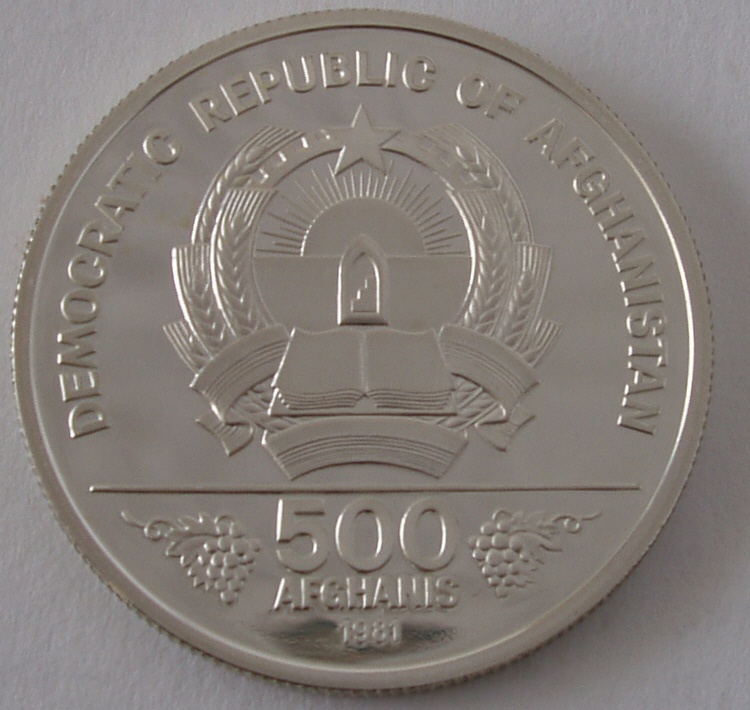
500-Afghani-Silbermünze von 1981

Der Afghani (paschtunisch افغانۍ, persisch افغانی) ist die Währung von Afghanistan.
1 Afghani ist in 100 Pul (پول „Geld“) geteilt.

## Geschichte
Der Afghani (ISO-4217-Code: AFN) wurde erstmals im Jahre 1926 unter dem afghanischen Herrscher Amanullah Khan eingeführt. Er ersetzte die Afghanische Rupie (روپيه), die in Afghanistan jahrhundertelang als Währung gedient hatte, im Umtauschverhältnis 11:10.
Die Bevölkerung spricht immer noch von Rupia, während schriftlich in der Sprache der Buchführung von afghani oder afghanigi gesprochen wird. afghani oder aughan sind andere Bezeichnungen für Paschtune.
Eine kurze Unterbrechung der Ausprägung dieser Nominale erfolgte im Jahr 1929 durch den König Habibullah Kalakâni, der zu der alten Währung Afghanistans zurückkehrte.
Pul (Abkürzung: Pl)
Die Pulmünzen wurden zwischen den Jahren 1926 und 1937 in Kupfer ausgeprägt, im Jahr 1938 in Bronze und Kupfer-Nickel, 1973 in Stahl und von 1978 bis 2003 in Aluminium-Bronze.
Afghani
In den Jahren 1926 bis 1937 wurden Afghanis in Silber ausgeprägt, 1957 und 1958 in Aluminium, 1961 in Stahl, 1978 bis 2003 in Kupfer-Nickel und ab 2004 in Stahl, wobei es mehrere Gedenkprägungen gibt, die in Silber ausgeprägt wurden.
Ende 2002 wurde der alte Afghani (ISO-4217-Code: AFA) durch den neuen Afghani (ISO-4217-Code: AFN) mit dem Umtauschverhältnis von 1:1000 ersetzt.
Banknoten existieren nun in Werten von 1, 2, 5, 10, 20, 50, 100, 500 und 1000 Afghani. Ausgegeben werden sie von der Da Afghanistan Bank.
Die landesübliche kolloquiale Bezeichnung für 100.000 Afghanis ist: 1 Lakh.
| Serie 2002  | Serie 2002 | Serie 2002   | Serie 2002  | Serie 2002 | Serie 2002                     | Serie 2002                                        | Serie 2002                      | Serie 2002      |
| Abbildung   | Abbildung  | Wert         | Abmessungen | Hauptfarbe | Beschreibung                   | Beschreibung                                      | Datum                           | Datum           |
| Vorderseite | Rückseite  | Wert         | Abmessungen | Hauptfarbe | Vorderseite                    | Rückseite                                         | Druck                           | Ausgabe         |
| ----------- | ---------- | ------------ | ----------- | ---------- | ------------------------------ | ------------------------------------------------- | ------------------------------- | --------------- |
|             |            | 1 Afghani    | 131 × 55 mm | Rosa       | Siegel der Da Afghanistan Bank | Moschee in Masar-e Scharif                        | 2002 (Iranischer Kalender 1381) | 7. Oktober 2002 |
|             |            | 2 Afghani    | 131 × 55 mm | Blau       | Siegel der Da Afghanistan Bank | Triumphbogen in den Gärten von Paghman            | 2002 (Iranischer Kalender 1381) | 7. Oktober 2002 |
|             |            | 5 Afghani    | 131 × 55 mm | Braun      | Siegel der Da Afghanistan Bank | Bala Hissar                                       | 2002 (Iranischer Kalender 1381) | 7. Oktober 2002 |
|             |            | 10 Afghani   | 136 × 56 mm | Gelbgrün   |                                | Gärten von Paghman                                | 2002 (Iranischer Kalender 1381) | 7. Oktober 2002 |
|             |            | 20 Afghani   | 140 × 58 mm | Braun      |                                | Königspalast ARG                                  | 2002 (Iranischer Kalender 1381) | 7. Oktober 2002 |
|             |            | 50 Afghani   | 144 × 60 mm | Dunkelgrün |                                | Gebirge                                           | 2002 (Iranischer Kalender 1381) | 7. Oktober 2002 |
|             |            | 100 Afghani  | 148 × 62 mm | Violett    |                                | ca. 1000 Jahre alter Torbogen Qala e Bost in Bost | 2002 (Iranischer Kalender 1381) | 7. Oktober 2002 |
|             |            | 500 Afghani  | 152 × 64 mm | Blau       |                                | Kandahar, Flughafenturm                           | 2002 (Iranischer Kalender 1381) | 7. Oktober 2002 |
|             |            | 1000 Afghani | 156 × 66 mm | Orange     |                                | Grabmal von Ahmad Schah Durrani Baba              | 2002 (Iranischer Kalender 1381) | 7. Oktober 2002 |